# 唐庚
唐庚（1071年—1121年），字子西，眉州丹稜（今四川眉山市丹稜縣）人。

## 生平
唐淹之子。元祐七年，就讀太學。紹聖元年（1094年）進士，調利州司法參軍，历知阆中、绵州。大觀年間，累官宗子博士。為宰相張商英所賞識。紹聖四年（1110年），除京畿路提舉常平。張商英罷相後，唐庚被貶惠州。同行有弟唐庾，侍女黎氏等人。平生文采風流，有「小東坡」之稱。唐庚認為“詩最難事也”，他還有名言：“詩律傷嚴近寡恩”。政和七年（1117年）還京，復承議郎，提舉上清太平宮。宣和三年（1121年）歸返四川，道卒於凰翔。次年，其弟唐庾編遺文爲集，已佚。紹興二十一年（1151年），惠州州學主管鄭康佐收集當時流傳的《寓公集》，編刻《眉山唐先生文集》三十卷。

## 著作
著有《眉山詩集》、《眉山文集》，清四庫全書集部存錄本。

## 評價
钱锺书在《宋诗选注》里评价唐庚说，“他在当时可能是最简练、最紧凑的诗人”。